# Påvelund

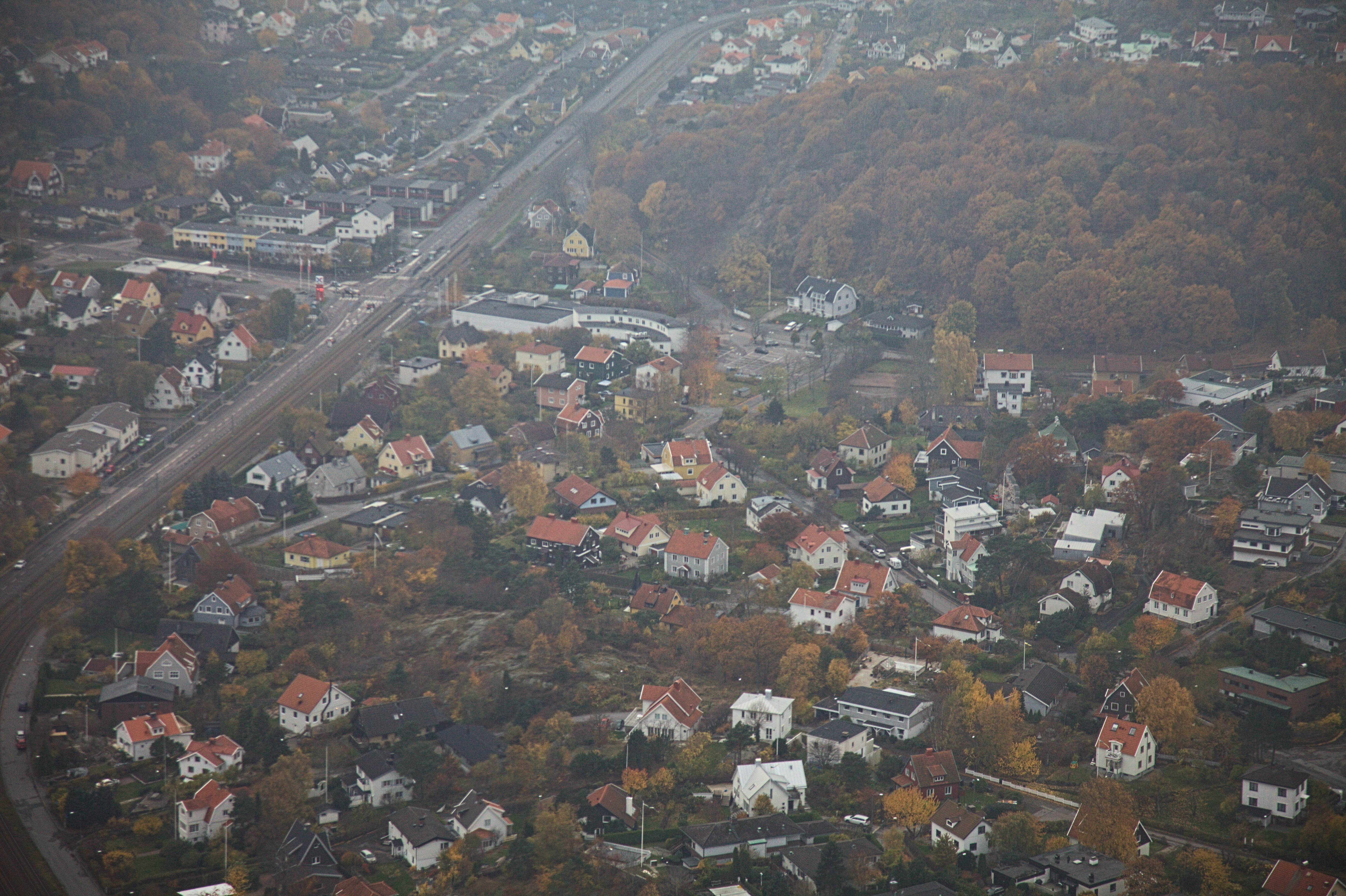
Helikopterbild över delar av Påvelund med Hinsholmsberget till höger och spårvagnshållplatsen Käringberget till vänster.

Påvelund är ett område i stadsdelen och primärområdet Fiskebäck i Göteborg, tillhörande stadsdelsnämndsområdet Västra Göteborg. 
I området finns högstadieskolan Nya Påvelundsskolan som har 597 elever. I området ligger Furåsens kyrka, som tillhör Älvsborgs församling, Svenska kyrkan.
Navet i Påvelund är Påvelunds Centrum där man finner mataffär, frisör, pizzeria samt en mäklarfirma.